# Safadża
Safadża (arab. ‏سفاجا‎) – miasto we wschodniej części Egiptu, położone nad Morzem Czerwonym (Riwiera Morza Czerwonego). Safadża leży 60 kilometrów na południe od Hurghady. Znajduje się tam arabski bazar z najbardziej potrzebnymi dla mieszkańców towarami, wiele hoteli oraz niewielki port. Wokół miejscowości liczne miejsca nurkowania na rafie i wrakach Salem Express, który zatonął w 1991 roku, oraz drewnianym wraku statku z XVIII w.
Tuż przy mieście znajdują się wyspy. Największe z nich to Wyspa Safadża i Wyspa Tobia.